# Georg Gruener
Georg Gruener (* 27. Mai 1896 in Wien oder Pardubitz als Georg Grüner; † 24. November 1960 in Wien) war ein österreichischer Fußballspieler und -funktionär, der neben seiner Sportlaufbahn zusammen mit seinem Bruder Erwin einen Textilwarengroßhandel in der Josefstadt und am Kohlmarkt führte.

## Leben und Wirken
Georg Gruener wurde am 27. Mai 1896 in Wien bzw. laut anderen Quellen in Pardubitz (Böhmen) als Sohn von Gustav und Bertha Grüner (geborene Gottlieb) geboren. In jungen Jahren war er Spieler des Sportklubs Wieden und gründete im Jahr 1921 zusammen mit seinem Bruder Erwin die Josefstädter Sportfreunde, denen er als Sektionsleiter vorstand und die sich im Sommer des Folgejahres kurzzeitig mit Libertas Wien zusammenschlossen. Bis 1938 war Gruener, der zumeist als Mittelstürmer zum Einsatz kam, Sektionsleiter des Klubs und hatte zwischenzeitlich auch die Präsidentschaft bei Libertas übernommen. Ab Herbst 1926 war er zudem Leiter der Professionalsektion des Wiener Amateur-Sportvereines. Bei den Violetten aus Wien kam es bereits nach wenigen Wochen zum Eklat, als er im Oktober 1926 mit dem Klub nach Budapest gereist war, dabei in der dritten Klasse fuhr, dem Verein jedoch ein Zweite-Klasse-Ticket verrechnete. Weiters soll er seinen Aufenthalt aus geschäftlichen Gründen um einige Tage verlängert haben und auch diese Kosten dem Klub verrechnet haben. Gruener klagte im Anschluss den Finanzreferenten Max Birnstein und den als Vorstandsmitglied ebenfalls im Verein tätigen Eugen Löwy, die diese Aussagen gegen ihn getätigt und ihn dadurch in Ungnade gebracht hatten.
Unter der Führung von Erwin und Georg Gruener gelang es der Libertas unter anderem den Sportplatz in Alleinbesitz zu bringen und konstant gute Tabellenpositionen in der damaligen zweiten Liga einzufahren. Zu einem weiteren Vorfall kam es im Jahr 1929 als Libertas-Präsident Gruener während eines Fußballspiels eine Amtsehrenbeleidigung gegenüber eines Gemeindewachmanns aussprach und deshalb vor Gericht erscheinen musste. Wenige Monate später waren die beiden Gruener-Brüder im März 1930 im Gartenbaukino in einen Raufhandel mit dem Industriellen Friedrich Traussig verwickelt und mussten sich hierfür gerichtlich verantworten. Nach drei fünfte Plätzen infolge konnte sich Libertas Wien in der Saison 1931/32 den Titel in der II. Liga sichern und schaffte den Aufstieg in die höchste Spielklasse. Gegen Ende der Spielzeit 1932/33, in der Libertas nur knapp den Klassenerhalt schaffte, nahm Gruener mit dem von Johann „Hans“ Kliwitsch trainierten Team an den Osterfeiertagen 1933 an einer Fußballreise nach Wetzlar und Luxemburg teil. Wenige Monate später war er in der Sommerpause mit der Ottakringer Mannschaft an einer Reise mit einigen Spielen in den Baltenstaaten beteiligt. Auch im Folgejahr unternahm der Verein unter der Führung Grueners eine Reise zu einem Drei-Nationen-Turnier nach Luxemburg. In den Jahren danach war er ebenfalls immer wieder an Fußballtourneen seiner Mannschaft beteiligt.
Zu einer neuerlichen Verurteilung Grueners wegen Ehrenbeleidigung kam es im April 1935 vor dem Wiener Strafbezirksgericht I, als er einen Mitarbeiter des Gerichts bei der Zustellung eines Gerichtsbeschlusses während eines Fußballspiels öffentlich beleidigte. Während Georg den Verein durchgehend als Funktionär repräsentierte, war sein Bruder Erwin meist nur in beratender Funktion tätig. Im Mai 1936 zeigte sich Gruener dafür verantwortlich Karl Schneider, der davor bereits bei Libertas gespielt hatte, vom SK Sturm Graz nach Wien zurückzuholen. Ebenfalls im Jahr 1936 bemühte sich Gruener, den Spieler Heinrich Vita, der zuvor ebenfalls bei Libertas gespielt hatte, vom Grasshopper Club Zürich nach Wien zurückzuholen. Im Zuge der Affäre um die vermeintliche Kaperung des Spielers wurde der Verein bereits im Vorfeld mit einer Geldstrafe von 200 Schilling belegt und die beteiligten Vereinsverantwortlichen Monate später vom ÖFB teilweise mit Sperren belegt. So wurde auch Gruener für die Dauer von drei Monaten seiner Funktion enthoben. Die Grasshoppers hatten noch im selben Jahr in Wien gastiert; Vita war im Sommer 1937 weiter nach Le Havre gewechselt, wo Pepi Schneider zu dieser Zeit als Trainer tätig war.
In ebendieser Zeit steckte Gruener mit seinem Verein in der Krise, da dieser die Saison 1936/37 nicht überstand und nach fünfjähriger Ligazugehörigkeit in den Zweitklassigkeit absteigen musste. Nach zwei vorletzten Plätzen in den Spielzeiten 1932/33 und 1933/34 erreichte Libertas in der Saison 1934/35 den fünften Platz in der Endtabelle und sicherte sich damit die Teilnahme an der Qualifikationsrunde zum Mitropapokal 1935. In den beiden letzten Spielzeit der Ligazugehörigkeit konnte sich Libertas wiederum nicht mehr von den hinteren Tabellenplätzen lösen; auf einen zehnten Platz 1935/36 folgte ein ebensolcher 1936/37. Da jedoch die Liga aufgrund einer Ligareform von einer 12er-Liga in eine 10er-Liga umgewandelt und dem 1. Simmeringer SC als Sieger der Relegation der Aufstieg in die Erstklassigkeit gewährt wurde, mussten die drei Letztplatzierten des Oberhauses, darunter auch Libertas, absteigen. Trotz des Abstieges gelang es Gruener einen Großteil des Kaders auch in der anstehenden Zweitligasaison 1937/38 zu halten.
Im Verband fungierte Gruener von 1921 bis 1923 als Obmann der sogenannten Schutzgruppe und war darüber hinaus von 1921 bis 1922 Schiedsrichter. In den Jahren 1932 bis 1934 war Gruener Mitglied des Klassenausschusses der 1. Klasse und stieg danach zum stellvertretenden Vorsitzenden der Liga auf (1934 bis 1937). Als Delegierter der Liga wurde er 1936/37 ein Vorstandsmitglied des Wiener Fußballverbands, wobei er hierbei mit dem Protestreferat betraut war. Bereits ab 1935 fungierte er im WFV als Beisitzer. Ab 1951 fungierte er als Kassier der Staatsliga, der damals höchsten Fußballliga des Landes, und übernahm dabei die Nachfolge von Franz Hierath. Bei der ordentlichen Generalversammlung des Fußballstaatsligaverbandes wurde Gruener zum Stellvertreter von Präsident Friedrich „Fritz“ Meznik gewählt. Des Weiteren war er Mitglied des Protestkomitees und des Sanktionskomitees. Im selben Jahr stand er einer Wiener Auswahl vor, die ein Freundschaftsspiel gegen eine West-Berliner Auswahl bestritt. Wenige Tage nachdem Staatsligapräsident Meznik seinen Rücktritt bekanntgegeben hatte, gab auch sein Vize im Dezember 1953 bekannt, seine Funktion zurückzulegen.

## Weitere Aktivitäten
Über das weitere Leben Grueners ist kaum etwas bekannt. Im Jänner 1922 wurde das der Textilwarenhandel von Erwin und Georg Gruener mit Sitz in der Lerchenfelder Straße im Handelsregister des Handelsgerichtes Wien eingetragen. Das Unternehmen spezialisierte sich vornehmlich auf den Handel mit Seide. Spätestens im Jahr 1941 übergaben die Brüder Gruener ihre Unternehmung an einen L. Petz, der auch den Firmennamen in L. Petz änderte. Nach dem Zweiten Weltkrieg ging das Unternehmen mit 1. Jänner 1946 wieder an die beiden Brüder, die den Namen der Firma auf Erwin & Georg Grüner und ein Jahr später wieder – im Zuge einer offiziellen Änderung des Familiennamens – auf Erwin & Georg Gruener änderten. Während Georg bei der Firmenprotokollierung als Kaufmann in Zürich angeführt wurde, wird sein Bruder Erwin als Kaufmann in Wien genannt.
Später beteiligte sich das Brüderpaar im Zusammenhang mit der Nationalratswahl 1949 um eine staatliche Finanzierung an Spenden an den Wahlfonds 1949. Gruener, ein versierter Bridgespieler, nahm an diversen Bridgeturnieren teil und belegte unter anderem im Jahr 1952 den zweiten Platz beim vierten internationalen Gäste-Bridge-Turnier im Garten des Gasteiner Habsburgerhofes.
Im Adressbuch von Wien aus den Jahren 1950 und 1955 scheint der in der Florianigasse 44 in der Josefstadt wohnhafte Gruener noch mit seinem Unternehmen auf der Adresse Kohlmarkt 5 in der Inneren Stadt auf.
Am 24. November 1960 starb Gruener im Alter 64 Jahren und wurde am 29. November 1960 am Ober Sankt Veiter Friedhof (Gruppe N, Reihe 10, Nummer 1A) bestattet. Seine Ehefrau Ida Franziska (geborene Murt; * 31. Oktober 1897 in Wien), die er am 31. Oktober 1923 standesamtlich und am 9. Mai 1931 kirchlich geheiratet hatte, überlebte ihn um fünf Jahre und wurde am 17. November 1965 an seiner Seite beerdigt.